# Pandemic (miniserie)
Pandemic is een miniserie uit 2007, over een pandemie die Los Angeles treft. De serie is geproduceerd door Larry Levinson Productions en RHI Entertainment en is ook op dvd verkrijgbaar.

## Cast
- Tiffani Thiessen als Dr. Kayla Martin
- Faye Dunaway als gouverneur Shaefer
- French Stewart als Dr. Carl Ratner
- Eric Roberts als burgemeester Dalesandro
- Bruce Boxleitner als Friedlander
- Vincent Spano als Troy Whitlock

## Het verhaal
Op een Australisch strand nemen twee surfers afscheid van elkaar. Zij zijn zich er niet van bewust dat in de duinen zeer veel dode vogels liggen. De Australiërs vinden later het lichaam van een van de surfers, terwijl de tweede het vliegtuig naar Los Angeles neemt. Aan boord ontwikkelt hij ernstige symptomen (hoge koorts, bloed ophoesten). Hij overlijdt nog voor de landing, en de passagiers en bemanning moeten allemaal in quarantaine. Dr. Kayla Martin van het CDC leidt de quarantaine en de inrichting van het crisiscentrum.
Een eigenwijze makelaar weet echter te ontsnappen omdat hij per se een belangrijke deal wil sluiten. Hij besmet hierdoor verschillende mensen. Ondertussen probeert het CDC-team wanhopig een geneesmiddel te vinden. De burgemeester en de gouverneur kondigen maatregelen af om de verspreiding in te dammen, en laten de stad afsluiten. Inmiddels blijkt het virus ook in andere plaatsen, waaronder Amsterdam, Berlijn en Sydney, te zijn opgedoken.
Vicenzo, een ter dood veroordeelde drugsbaron wordt inmiddels met geweld uit de quarantaine bevrijd door zijn bende. Hij gijzelt de directeur van het CDC, terwijl enkele patiënten gebruikmaken van de situatie om te ontsnappen. De misdadigers weten tevens de hand te leggen op de staatsvoorraad virusremmers, en proberen hiermee de gouverneur af te persen om gratie te krijgen.
Een van de ontsnapte patiënten blijkt een lid te zijn van een radicale gewapende groepering die overheidsbemoeienis verwerpt, en doorbreekt de versperring. Hierop geven de burgemeester en de gouverneur opdracht met scherp te schieten op een ieder die dit nog probeert. De groepering geeft zichzelf weer aan wanneer hun leider, die had beweerd dat de ziekte een verzinsel van de overheid was, zelf doodziek instort.
Uiteindelijk weet FBI-agent Troy Whitlock via de advocaat van Vicenzo de voorraad virusremmer terug te kapen en Vicenzo weer onder arrest te plaatsen. Vicenzo is namelijk om nog een reden interessant, omdat hij in het vliegtuig vlak bij de zieke surfer zat maar zelf niet ziek werd. Uiteindelijk blijkt een TBC-vaccinatie, ervoor te hebben gezorgd dat Vicenzo de juiste antilichamen kon aanmaken en dus immuun was. Met dit nieuwe geneesmiddel en de virusremmers kan de ziekte, die inmiddels duizenden levens heeft geëist, een halt worden toegeroepen.